# Blas (nombre)

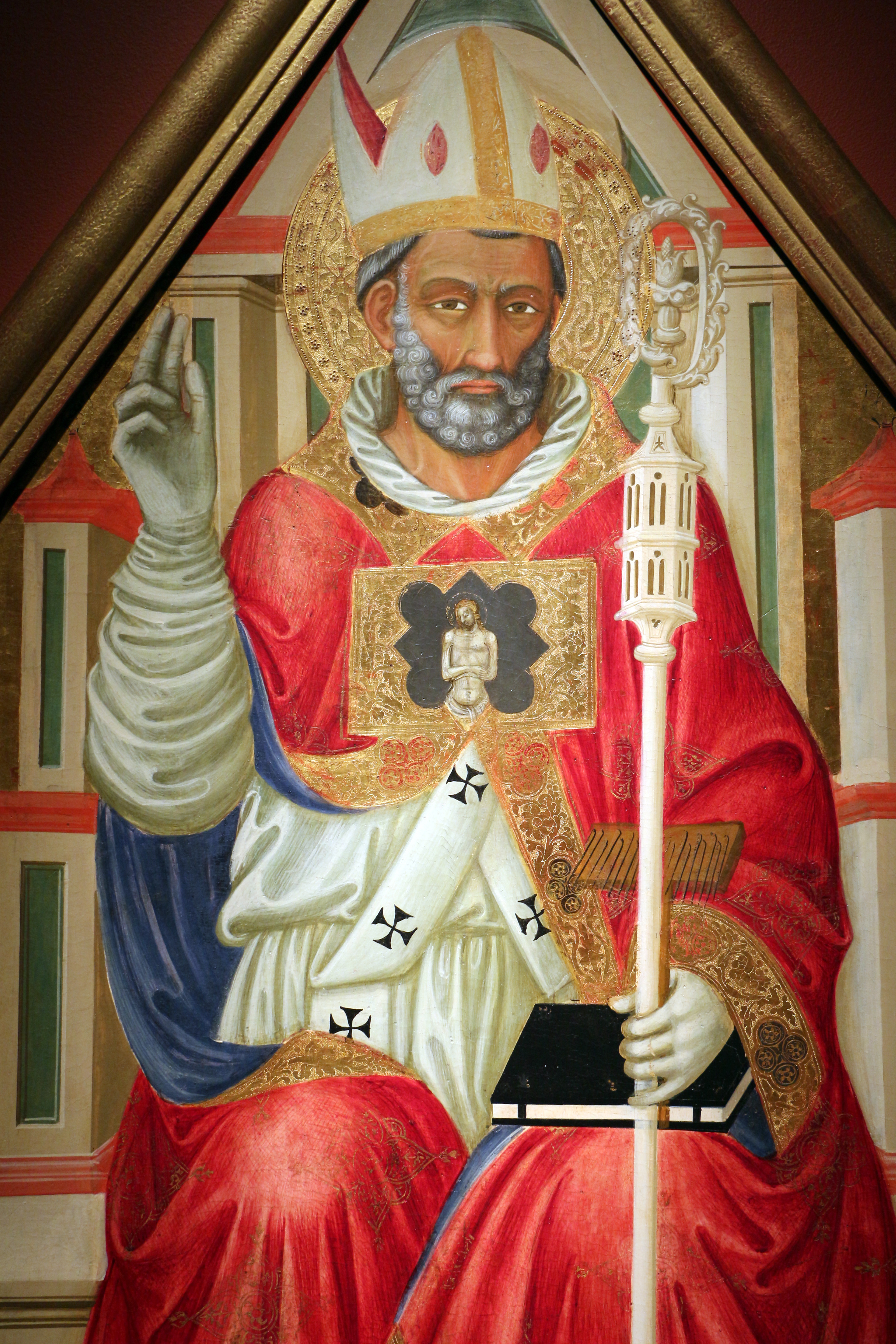
San Blas, obra de Bicci di Lorenzo

Blas es la forma en español de Blasius, nombre propio de varón de origen latino.

## Etimología y uso
Tiene su origen en el gentilicio latino Blasius o Blassius, registrado desde el siglo III a. C. en inscipciones oscas. Blasius deriva del adjetivo blaesus, es decir "balbuciente"  y se relaciona con el griego βλαισός (blaisós), cuyo sentido original es "con las piernas torcidas"; quizás en alusión a una lingua blesa ("lengua torcida").
La difusión del nombre en Occidente se relaciona con el culto de san Blas, mártir y taumaturgo muy popular durante la Edad Media, sobre todo en Italia, donde es llamado san Biagio y en Francia, con la forma de saint Blaise) de donde pasó a Inglaterra.
El nombre propio ha dado origen al apellido homónimo, aunque otras fuentes señalan que su origen sería del catalán "blau" (azul).

## Onomástica
- 3 de febrero: San Blas.

## Variantes en otros Idiomas
| Variantes en otras lenguas | Variantes en otras lenguas |
| -------------------------- | -------------------------- |
| Español                    | Blas                       |
| Alemán                     | Blasius                    |
| Bretón                     | Bleaz                      |
| Catalán                    | Blai                       |
| Checo                      | Blažej                     |
| Corso                      | Biasgiu                    |
| Croata                     | Blaž                       |
| Danés                      | Blasius                    |
| Euskera                    | Balas, Balasi              |
| Finlandés                  | Blasius                    |
| Francés                    | Blaise                     |
| Gallego                    | Brais                      |
| Griego                     | Βλάσιος (Blasios)          |
| Holandés                   | Blasius                    |
| Húngaro                    | Balázs                     |
| Inglés                     | Blaise                     |
| Islandés                   | Blasíus                    |
| Italiano                   | Biagio                     |
| Latín                      | Blasius                    |
| Lituano                    | Blažiejus                  |
| Noruego                    | Blasius                    |
| Occitano                   | Blasi                      |
| Polaco                     | Błażej                     |
| Portugués                  | Brás                       |
| Rumano                     | Blasiu                     |
| Ruso                       | Власий (Vlasij)            |
| Serbio                     | Власије (Vlasije)          |
| Sueco                      | Blasius                    |
| Turco                      | Vlas                       |